# Torrejoncillo
Torrejoncillo è un comune spagnolo di 3 404 abitanti situato nella comunità autonoma dell'Estremadura.